# Hvidovre Badminton Club
Der Hvidovre Badminton Club, auch bekannt als Hvidovre BC oder HBC, ist ein Badmintonverein aus Hvidovre in Dänemark. Er ist einer der erfolgreichsten Vereine in dieser Sportart in Dänemark.

## Geschichte
Der Verein wurde 1960 gegründet. Der Verein hat mit Spielern wie Jesper Helledie, Nettie Nielsen, Jens Peter Nierhoff oder Mette Schjoldager Badmintonspieler in seinen Reihen, die europa- und weltweit Erfolge für den Verein erkämpften.

## Erfolge
| Saison    | Veranstaltung                                    | Disziplin    | Platz | Name                                                                       |
| --------- | ------------------------------------------------ | ------------ | ----- | -------------------------------------------------------------------------- |
| 1963/1964 | Dänemark: Einzelmeisterschaften der Junioren U15 | Herreneinzel | 1     | Allan Riisberg, Hvidovre                                                   |
| 1965/1966 | Dänemark: Einzelmeisterschaften der Junioren U17 | Herreneinzel | 1     | Allan Riisberg, Hvidovre                                                   |
| 1967/1968 | Dänemark: Einzelmeisterschaften der Junioren U19 | Herrendoppel | 1     | Allan Riisberg, Hvidovre / Preben Boesen, Holte                            |
| 1969/1970 | Dänemark: Einzelmeisterschaften der Junioren U15 | Dameneinzel  | 1     | Marianne Christensen, Hvidovre                                             |
| 1969/1970 | Dänemark: Einzelmeisterschaften der Junioren U17 | Herrendoppel | 1     | Jacob Dynnes Hansen, København / Jesper Helledie, Hvidovre                 |
| 1969/1970 | Dänemark: Einzelmeisterschaften der Junioren U17 | Herreneinzel | 1     | Jesper Helledie, Hvidovre                                                  |
| 1970/1971 | Dänemark: Einzelmeisterschaften der Junioren U17 | Herrendoppel | 1     | Jacob Dynnes Hansen, København / Jesper Helledie, Hvidovre                 |
| 1970/1971 | Dänemark: Einzelmeisterschaften der Junioren U17 | Herreneinzel | 1     | Jesper Helledie, Hvidovre                                                  |
| 1970/1971 | Dänemark: Einzelmeisterschaften der Junioren U17 | Damendoppel  | 1     | Susanne Johansen / Jette Moberg, Hvidovre                                  |
| 1970/1971 | Dänemark: Einzelmeisterschaften der Junioren U17 | Mixed        | 1     | Jesper Helledie, Hvidovre / Pia Christensen, København                     |
| 1971/1972 | Dänemark: Einzelmeisterschaften der Junioren U19 | Herreneinzel | 1     | Jesper Helledie, Hvidovre                                                  |
| 1971/1972 | Dänemark: Einzelmeisterschaften der Junioren U17 | Damendoppel  | 1     | Marianne Christensen / Jette Moberg, Hvidovre                              |
| 1971/1972 | Dänemark: Einzelmeisterschaften der Junioren U17 | Dameneinzel  | 1     | Marianne Christensen, Hvidovre                                             |
| 1971/1972 | Dänemark: Einzelmeisterschaften der Junioren U19 | Herrendoppel | 1     | Jesper Helledie, Hvidovre / Jacob Dynnes Hansen, København                 |
| 1972/1973 | Dänemark: Einzelmeisterschaften der Junioren U19 | Mixed        | 1     | Jesper Helledie, Hvidovre / Susanne Erichsen, Gladsaxe-Søborg              |
| 1972/1973 | Dänemark: Einzelmeisterschaften der Junioren U19 | Herreneinzel | 1     | Jesper Helledie, Hvidovre                                                  |
| 1972/1973 | Dänemark: Einzelmeisterschaften der Junioren U19 | Herrendoppel | 1     | Jesper Helledie, Hvidovre / Jacob Dynnes Hansen, København                 |
| 1973/1974 | Dänemark: Einzelmeisterschaften der Junioren U19 | Mixed        | 1     | Gert Petersen, København / Susanne Johansen, Hvidovre                      |
| 1975/1976 | Dänemark: Einzelmeisterschaften                  | Herrendoppel | 1     | Elo Hansen, Hvidovre BC / Flemming Delfs, Værløse                          |
| 1978/1979 | Dänemark: Mannschaftsmeisterschaft               | Mannschaft   | 1     | Hvidovre Badminton Klub                                                    |
| 1979/1980 | Dänemark: Einzelmeisterschaft der Amateure       | Herreneinzel | 1     | Jesper Helledie, Hvidovre BC                                               |
| 1979/1980 | Dänemark: Einzelmeisterschaft der Amateure       | Mixed        | 1     | Jesper Helledie, Hvidovre BC / Inge Borgstrøm, Ringsted                    |
| 1979/1980 | Dänemark: Einzelmeisterschaft der Amateure       | Herrendoppel | 1     | Jesper Helledie / Jan Hammergaard Hansen, Hvidovre BC                      |
| 1980/1981 | Dänemark: Einzelmeisterschaft der Amateure       | Damendoppel  | 1     | Dorte Kjær, Greve Strand / Nettie Nielsen, Hvidovre BC                     |
| 1980/1981 | Dänemark: Einzelmeisterschaft der Amateure       | Herrendoppel | 1     | Jan Hammergaard Hansen, Hvidovre BC / Kenneth Larsen, Triton, Aalborg      |
| 1980/1981 | Dänemark: Einzelmeisterschaft der Amateure       | Mixed        | 1     | Jan Hammergaard Hansen / Helle Guldborg, Hvidovre BC                       |
| 1980/1981 | Dänemark: Einzelmeisterschaften der Junioren U19 | Damendoppel  | 1     | Anette Bernth, Hvidovre / Lise Kissmeyer, Højbjerg                         |
| 1980/1981 | Dänemark: Einzelmeisterschaften der Junioren U19 | Dameneinzel  | 1     | Nettie Nielsen, Hvidovre                                                   |
| 1981/1982 | Dänemark: Einzelmeisterschaften der Junioren U19 | Dameneinzel  | 1     | Nettie Nielsen, Hvidovre                                                   |
| 1981/1982 | Dänemark: Einzelmeisterschaften der Junioren U19 | Damendoppel  | 1     | Dorte Kjær, Greve / Nettie Nielsen, Hvidovre                               |
| 1981/1982 | Dänemark: Einzelmeisterschaft der Amateure       | Herrendoppel | 1     | Jens Peter Nierhoff, Triton, Aalborg / Jesper Helledie, Hvidovre BC        |
| 1981/1982 | Dänemark: Einzelmeisterschaft der Amateure       | Damendoppel  | 1     | Annette Bernth / Lise Kissmeyer, Hvidovre BC                               |
| 1982/1983 | Dänemark: Einzelmeisterschaften                  | Damendoppel  | 1     | Nettie Nielsen, Hvidovre BC / Dorte Kjær, Greve Strand                     |
| 1982/1983 | Dänemark: Einzelmeisterschaft der Amateure       | Damendoppel  | 1     | Nettie Nielsen, Hvidovre BC / Dorte Kjær, Greve Strand                     |
| 1982/1983 | Dänemark: Einzelmeisterschaft der Amateure       | Herrendoppel | 1     | Jens Peter Nierhoff, Gentofte BK / Jesper Helledie, Hvidovre BC            |
| 1984/1985 | Dänemark: Einzelmeisterschaften                  | Damendoppel  | 1     | Nettie Nielsen, Hvidovre BC / Dorte Kjær, Greve Strand                     |
| 1985/1986 | Dänemark: Einzelmeisterschaften                  | Damendoppel  | 1     | Nettie Nielsen, Hvidovre BC / Dorte Kjær, Greve Strand                     |
| 1985/1986 | Dänemark: Einzelmeisterschaft der Amateure       | Herrendoppel | 1     | Nils Skeby, Triton, Aalborg / Jan Hammergaard Hansen, Hvidovre BC          |
| 1985/1986 | Dänemark: Einzelmeisterschaft der Amateure       | Damendoppel  | 1     | Lotte Olsen, Greve Strand BK / Nettie Nielsen, Hvidovre BC                 |
| 1986/1987 | Dänemark: Einzelmeisterschaften der Junioren U15 | Herreneinzel | 1     | Jimmy Mørch Sørensen, Hvidovre                                             |
| 1986/1987 | Dänemark: Einzelmeisterschaften                  | Mixed        | 1     | Nettie Nielsen, Hvidovre BC / Dorte Kjær, Greve Strand                     |
| 1987/1988 | Dänemark: Einzelmeisterschaften                  | Herrendoppel | 1     | Michael Kjeldsen, Triton, Aalborg / Jens Peter Nierhoff, Hvidovre BC       |
| 1987/1988 | Dänemark: Einzelmeisterschaften                  | Damendoppel  | 1     | Dorte Kjær, Greve Strand BK / Nettie Nielsen, Hvidovre BC                  |
| 1987/1988 | Dänemark: Einzelmeisterschaften der Junioren U17 | Herreneinzel | 1     | Jimmy Mørch-Sørensen, Hvidovre                                             |
| 1988/1989 | Dänemark: Einzelmeisterschaften                  | Mixed        | 1     | Henrik Svarrer, Hvidovre BC / Dorte Kjer, Greve Strand BK                  |
| 1988/1989 | Dänemark: Einzelmeisterschaften der Junioren U17 | Herreneinzel | 1     | Jimmy Mørch-Sørensen, Hvidovre                                             |
| 1989/1990 | Dänemark: Einzelmeisterschaften                  | Damendoppel  | 1     | Nettie Nielsen, Hvidovre BC / Dorte Kjær, Greve Strand                     |
| 1989/1990 | Dänemark: Einzelmeisterschaften                  | Herrendoppel | 1     | Jens Peter Nierhoff, Hvidovre BC / Jon Holst-Christensen, Lillerød         |
| 1989/1990 | Dänemark: Einzelmeisterschaften der Junioren U19 | Herrendoppel | 1     | Peter Kristensen, Højbjerg / Jimmy Mørch Sørensen, Hvidovre                |
| 1991/1992 | Dänemark: Einzelmeisterschaften der Junioren U13 | Mixed        | 1     | Jonas Lyduch, Greve / Karina Sørensen, Hvidovre                            |
| 1991/1992 | Dänemark: Einzelmeisterschaften der Junioren U13 | Damendoppel  | 1     | Karina Sørensen, Hvidovre / Michala Ahn, Skovshoved                        |
| 1993/1994 | Dänemark: Seniorenmeisterschaften 40+            | Damendoppel  | 1     | Jette Boyer, Lillerød / Helle Guldborg, Hvidovre                           |
| 1993/1994 | Dänemark: Seniorenmeisterschaften 55+            | Mixed        | 1     | Gunnar Høj, Hvidovre / Inge Nielsen, Lyngby                                |
| 1994/1995 | Dänemark: Seniorenmeisterschaften 45+            | Herrendoppel | 1     | Søren Haldager, Hvidovre / Torben Sørensen, Lyngby                         |
| 1994/1995 | Dänemark: Seniorenmeisterschaften 45+            | Damendoppel  | 1     | Jette Boyer, Lillerød / Helle Guldborg, Hvidovre                           |
| 1994/1995 | Dänemark: Seniorenmeisterschaften 40+            | Herrendoppel | 1     | Gert Hansen, Lyngby / Jesper Helledie, Hvidovre                            |
| 1994/1995 | Dänemark: Seniorenmeisterschaften 50+            | Mixed        | 1     | Helle Guldborg, Hvidovre / Søren Haldager, Hvidovre                        |
| 1994/1995 | Dänemark: Seniorenmeisterschaften 45+            | Mixed        | 1     | Birthe Rathsach, Hillerød / Jesper Helledie, Hvidovre                      |
| 1995/1996 | Dänemark: Seniorenmeisterschaften 40+            | Damendoppel  | 1     | Jesper Helledie, Hvidovre / Gert Hansen, Lyngby                            |
| 1995/1996 | Dänemark: Seniorenmeisterschaften 45+            | Damendoppel  | 1     | Jette Boyer, Lillerød / Helle Guldborg, Hvidovre                           |
| 1996/1997 | Dänemark: Seniorenmeisterschaften 40+            | Herrendoppel | 1     | Claus B. Andersen, Hillerød / Jesper Helledie, Hvidovre                    |
| 1996/1997 | Dänemark: Einzelmeisterschaften der Junioren U13 | Herreneinzel | 1     | Rune Ulsing, Hvidovre                                                      |
| 1996/1997 | Dänemark: Einzelmeisterschaften der Junioren U13 | Herrendoppel | 1     | David Planvig, Værløse / Rune Ulsing, Hvidovre                             |
| 1996/1997 | Dänemark: Seniorenmeisterschaften 40+            | Dameneinzel  | 1     | Susanne Sørensen, Hvidovre                                                 |
| 1996/1997 | Dänemark: Seniorenmeisterschaften 40+            | Mixed        | 1     | Susanne Sørensen / Jesper Helledie, Hvidovre                               |
| 1996/1997 | Dänemark: Einzelmeisterschaften der Junioren U17 | Mixed        | 1     | Mathias Boe, Odense / Karina Sørensen, Hvidovre                            |
| 1996/1997 | Dänemark: Seniorenmeisterschaften 45+            | Damendoppel  | 1     | Jette Boyer, Lillerød / Helle Guldborg, Hvidovre                           |
| 1997/1998 | Dänemark: Seniorenmeisterschaften 40+            | Herrendoppel | 1     | Steen Fladberg, Køge / Jesper Helledie, Hvidovre                           |
| 1997/1998 | Dänemark: Seniorenmeisterschaften 40+            | Mixed        | 1     | Jesper Helledie / Susanne Sørensen, Hvidovre                               |
| 1998/1999 | Dänemark: Einzelmeisterschaften der Junioren U19 | Damendoppel  | 1     | Helle Nielsen, Greve / Karina Sørensen, Hvidovre                           |
| 1998/1999 | Dänemark: Einzelmeisterschaften der Junioren U15 | Herreneinzel | 1     | Rune Ulsing, Hvidovre                                                      |
| 1998/1999 | Dänemark: Einzelmeisterschaften der Junioren U15 | Mixed        | 1     | Rune Ulsing, Hvidovre / Marie L. Svendsen, Skovshoved                      |
| 1998/1999 | Dänemark: Einzelmeisterschaften                  | Damendoppel  | 1     | Mette Schjoldager, Hvidovre BC / Ann-Lou Jørgensen, Kastrup Magleby        |
| 1998/1999 | Dänemark: Seniorenmeisterschaften 40+            | Mixed        | 1     | Hanne Adsbøl, Lyngby / Jesper Helledie, Hvidovre                           |
| 1998/1999 | Dänemark: Seniorenmeisterschaften 50+            | Herrendoppel | 1     | Søren Haldager, Hvidovre / Kurt Fals, Nivå                                 |
| 1998/1999 | Dänemark: Einzelmeisterschaften                  | Herrendoppel | 1     | Jens Eriksen / Jesper Larsen, Hvidovre BC                                  |
| 1998/1999 | Dänemark: Seniorenmeisterschaften 40+            | Herrendoppel | 1     | Steen Fladberg, Køge / Jesper Helledie, Hvidovre                           |
| 1998/1999 | Dänemark: Einzelmeisterschaften der Junioren U15 | Herrendoppel | 1     | Rasmus Malchiors, Charlottenlund / Rune Ulsing, Hvidovre                   |
| 1998/1999 | Dänemark: Einzelmeisterschaften der Junioren U19 | Mixed        | 1     | Mathias Boe, Odense / Karina Sørensen, Hvidovre BK                         |
| 1999      | Sjællandsmesterskaber                            | Mixed        | 1     | Mette Schjoldager (Hvidovre BK) / Thomas Hovgaard (Hvidovre BK)            |
| 1999/2000 | Dänemark: Seniorenmeisterschaften 40+            | Mixed        | 1     | Jesper Helledie, Hvidovre BC / Hanne Adsbøl, Lyngby                        |
| 1999/2000 | Dänemark: Seniorenmeisterschaften 50+            | Mixed        | 1     | Søren Haldager / Helle Guldborg, Hvidovre                                  |
| 1999/2000 | Dänemark: Einzelmeisterschaften der Junioren U17 | Herreneinzel | 1     | Rune Ulsing, Hvidovre                                                      |
| 1999/2000 | Dänemark: Seniorenmeisterschaften 50+            | Herrendoppel | 1     | Søren Haldager, Hvidovre BC / Kurt Fals, Nivå                              |
| 1999/2000 | Dänemark: Seniorenmeisterschaften 50+            | Damendoppel  | 1     | Jette Boyer, Lillerød / Helle Guldborg, Hvidovre                           |
| 1999/2000 | Dänemark: Seniorenmeisterschaften 40+            | Herrendoppel | 1     | Steen Fladberg, Køge / Jesper Helledie, Hvidovre                           |
| 2000/2001 | Dänemark: Einzelmeisterschaften                  | Herrendoppel | 1     | Jens Eriksen / Jesper Larsen, Hvidovre                                     |
| 2000/2001 | Dänemark: Seniorenmeisterschaften 40+            | Mixed        | 1     | Anette Vollertzen, Lyngby / Lars Meincke, Hvidovre                         |
| 2000/2001 | Dänemark: Seniorenmeisterschaften 50+            | Mixed        | 1     | Helle Guldborg / Søren Haldager, Hvidovre                                  |
| 2000/2001 | Dänemark: Einzelmeisterschaften der Junioren U17 | Herreneinzel | 1     | Rune Ulsing, Hvidovre                                                      |
| 2000/2001 | Dänemark: Seniorenmeisterschaften 50+            | Herrendoppel | 1     | Søren Haldager, Hvidovre / Kurt Fals, Nivå                                 |
| 2000/2001 | Dänemark: Seniorenmeisterschaften 50+            | Damendoppel  | 1     | Jette Boyer, Lillerød / Helle Guldborg, Hvidovre                           |
| 2000/2001 | Dänemark: Seniorenmeisterschaften 40+            | Herrendoppel | 1     | Lars Meincke / Jesper Helledie, Hvidovre                                   |
| 2000/2001 | Dänemark: Mannschaftsmeisterschaft               | Mannschaft   | 1     | Hvidovre Badminton Club                                                    |
| 2001/2002 | Dänemark: Seniorenmeisterschaften 50+            | Herrendoppel | 1     | Kurt Fals, Nivå / Søren Haldager, Hvidovre                                 |
| 2001/2002 | Dänemark: Seniorenmeisterschaften 40+            | Herrendoppel | 1     | Steen Fladberg, Køge / Jesper Helledie, Hvidovre                           |
| 2001/2002 | Dänemark: Seniorenmeisterschaften 50+            | Damendoppel  | 1     | Jette Boyer, Lillerød / Helle Guldborg, Hvidovre                           |
| 2001/2002 | Dänemark: Einzelmeisterschaften                  | Herrendoppel | 1     | Jens Eriksen, Hvidovre / Martin Lundgaard, Værløse                         |
| 2002/2003 | Dänemark: Einzelmeisterschaften der Junioren U19 | Herreneinzel | 1     | Rune Ulsing, Hvidovre                                                      |
| 2002/2003 | Dänemark: Einzelmeisterschaften                  | Mixed        | 1     | Jens Eriksen / Mette Schjoldager, Hvidovre                                 |
| 2002/2003 | Dänemark: Seniorenmeisterschaften 40+            | Mixed        | 1     | Hanne Adsbøl, Lyngby / Jesper Helledie, Hvidovre                           |
| 2002/2003 | Dänemark: Seniorenmeisterschaften 40+            | Herrendoppel | 1     | Jesper Helledie, Hvidovre / Steen Fladberg, Køge                           |
| 2002/2003 | Dänemark: Seniorenmeisterschaften 50+            | Mixed        | 1     | Søren Haldager / Helle Guldborg, Hvidovre                                  |
| 2003      | Sjællandsmesterskaber                            | Herreneinzel | 1     | Joachim Persson (Hvidovre BK)                                              |
| 2003/2004 | Dänemark: Einzelmeisterschaften                  | Mixed        | 1     | Jens Eriksen / Mette Schjoldager, Hvidovre                                 |
| 2003/2004 | Dänemark: Seniorenmeisterschaften 50+            | Mixed        | 1     | Inge Ødum, Randers / Per Mikkelsen, Hvidovre                               |
| 2003/2004 | Dänemark: Seniorenmeisterschaften 50+            | Damendoppel  | 1     | Lis Garhøj, Humlebæk / Helle Guldborg, Hvidovre                            |
| 2003/2004 | Dänemark: Seniorenmeisterschaften 55+            | Herrendoppel | 1     | Søren Haldager, Hvidovre / John Kirkeby, Skovshoved I.F.                   |
| 2004      | Sjællandsmesterskaber                            | Herrendoppel | 1     | Joachim Fischer Nielsen (Kastrup-Magleby BK) / Jesper Larsen (Hvidovre BK) |
| 2004      | Sjællandsmesterskaber                            | Damendoppel  | 1     | Line Isberg (Hvidovre BK) / Tina Reese Olsen Skælskør                      |
| 2004/2005 | Dänemark: Einzelmeisterschaften                  | Damendoppel  | 1     | Rikke Olsen, KMB / Mette Schjoldager, Hvidovre                             |
| 2004/2005 | Dänemark: Einzelmeisterschaften                  | Herrendoppel | 1     | Jens Eriksen, Hvidovre / Martin Lundgaard, Værløse                         |
| 2004/2005 | Dänemark: Seniorenmeisterschaften 45+            | Herrendoppel | 1     | Jesper Helledie, Hvidovre / Steen Fladberg, Køge                           |
| 2004/2005 | Dänemark: Seniorenmeisterschaften 50+            | Mixed        | 1     | Inge Ødum, Randers BK / Per Mikkelsen, Hvidovre                            |
| 2004/2005 | Dänemark: Seniorenmeisterschaften 50+            | Herreneinzel | 1     | Per Mikkelsen, Hvidovre                                                    |
| 2005/2006 | Dänemark: Einzelmeisterschaften                  | Damendoppel  | 1     | Britta Andersen / Mette Schjoldager, Hvidovre                              |
| 2005/2006 | Dänemark: Einzelmeisterschaften                  | Herrendoppel | 1     | Jens Eriksen, Hvidovre / Martin Lundgaard, Værløse                         |
| 2005/2006 | Dänemark: Seniorenmeisterschaften 45+            | Herrendoppel | 1     | Jesper Helledie, Hvidovre / Steen Fladberg, Køge                           |
| 2005/2006 | Dänemark: Seniorenmeisterschaften 50+            | Damendoppel  | 1     | Hanne Nielsen, Hvidovre / Inge Ødum, Randers                               |
| 2006/2007 | Dänemark: Einzelmeisterschaften                  | Mixed        | 1     | Jens Eriksen, Hvidovre / Helle Nielsen, KMB                                |
| 2007/2008 | Dänemark: Seniorenmeisterschaften 50+            | Herrendoppel | 1     | Jesper Helledie, Hvidovre / Steen Fladberg, Køge                           |
| 2007/2008 | Dänemark: Seniorenmeisterschaften 50+            | Damendoppel  | 1     | Hanne Nielsen, Hvidovre / Inge Ødum, Randers                               |